# Julian Fane
Julian Charles Fane (* 25. Mai 1927 in Badminton, Gloucestershire; † 13. Dezember 2009 in Daymer Lane, Trebetherick, Cornwall) war ein britischer Schriftsteller.

## Biografie
Fane war der jüngere Sohn des 14. Earl of Westmorland und von Lady Diana, der Tochter des 4. Barons Ribblesdale. Bei der Krönung von König Georg VI. 1936 war er Page von George Horatio Charles Cholmondeley, 5. Marquess of Cholmondeley. Nach dem Besuch der Harrow School begann er ein grundständiges Studium (undergraduate study) an der Cambridge University. 1943 trat er in den Dienst der British Army, wurde jedoch bald darauf als Invalide ausgemustert.
Seine Karriere als Schriftsteller begann er 1947 zunächst als Drehbuchautor, wenn auch ohne Erfolg. Später widmete er sich dem Verfassen von Romanen, die von bekannten Verlagen wie John Murray, die zwischen 1997 und 2001 seine gesammelten Romane in fünf Bänden herausgaben. Daneben erschienen aber auch Veröffentlichungen bei St George’s Press, wo er Partner war.
1956 erschien sein Debütroman „Morning“, eine fiktionale Darstellung einer Kindheit. Die Geschichte spielt in Lygrove, einem Haus in der Nähe von Badminton, Gloucestershire, wo Fane selbst als Kind gelebt hatte und wohin er bis zum Tode seiner Mutter 1983 immer wieder zurückkehrte und auf dessen Grund seine Mutter einen berühmten Garten im Stile Gertrude Jekylls angelegt hatte. „Morning“ wurde von Kritikern gut angenommen: Harold Nicolson sah es als „die Arbeit eines literarischen Künstlers, wunderschön geschrieben, farbenprächtig, komponiert“; Elizabeth Bowen erkannte „wahre Vornehmheit“ und John Betjeman beurteilte es als ein Buch „das für Generationen andauern würde“ voraus. 1987 wurde „Morning“ durch den Verlag Hamish Hamilton neu aufgelegt, nachdem The New York Times das Buch als „prosaische Fiktion von einer seltenen, unvergessenen und stets unvergleichlichen Schönheit“ pries. Allerdings gelang es ihm trotz einer treuen Leserschaft nicht an den Erfolg dieses Werkes anzuknüpfen, zum anderen suchte er aber auch nicht die Konkurrenz mit anderen Autoren jener Zeit wie John Braine, Kingsley Amis oder Colin Wilson.
1960 erschien sein zweiter Roman „The Letter“, der laut Betjeman „eine Krise im Leben eines Schriftstellers“ beschrieb. Das Buch war in der Form eines Briefes an eine Person geschrieben, die der Schriftsteller liebte und durch Joan Countess of Drogheda inspiriert war.
1987 erschien unter dem Titel „Memories of my Mother“ eine Biografie seiner Mutter Diana, die laut James Lees-Milne „einfühlsam und gut geplant war, aber nicht schönfärberisch“. In seinem Roman „Best Friends“ (1990) würdigte er Lord und Lady David Cecil, Lady Cynthia Asquith, L. P. Hartley und andere Personen, die sein Leben geprägt haben.
Joan Countess of Drogheda war es auch wiederum, die ihn zu seinem 1993 erschienenen Roman „Eleanor“ inspirierte, der vielleicht sein reichhaltigstes und außergewöhnlichstes Werk ist. In diesem Roman wurden Figuren wie Harold Craxton, Barbara Hutton, Sydney und Violet Schiff und auch Lord Drogheda, dargestellt als der „vergoldete Moskito“, in unterschiedlichen Graden der fiktionalen Form heraufbeschworen.
Im Oktober 2008 erschien mit „Children in the Dark“ ein weiterer Roman. Sein letztes Werk „The Night Sky“ wurde am 28. Januar 2010 posthum veröffentlicht.
1976 heiratete Fane Gillian Swire, die mehrere Jahre Direktorin des Glyndebourne Opera House war.

## Werk
Insgesamt verfasste Julian Fane während seines Lebens fünfzig Werke. Mehrfach beschrieb er die Äußerlichkeiten seines Schreibens: Er arbeitete fünf Stunden täglich an sieben Tagen pro Woche; dabei benutzte er einen Füllfederhalter und liniertes Papier. Er betrieb sein Werk mit äußerster Hingabe. Die Ernsthaftigkeit des schriftstellerischen Daseins erlaubte es ihm nicht, seine Energie an „trivial events“ zu vergeuden: “Social life is goodbye to art.”

## Auszeichnungen
Für seine Verdienste um die englische Literatur wurde Fane 1974 zum Mitglied (Fellow) der Royal Society of Literature gewählt.

## Werke
- Morning, London: Murray, 1956.
- A Letter, London: John Murray, 1960.
- Cautionary tales for women. A novel, London: Hamilton and St. George’s Press, 1988.
- Byron’s diary, Lewes : Book Guild, 2003.
- Damnation, Lewes : Book Guild, 2004.
- According to Robin, Lewes: Book Guild, 2006.